# Kernel panic
Kernel panic (буквално на български: паника в ядрото) е вид грешка на операционна система за компютри, която се появява вследствие на сериозен проблем, от който системата не може да се възстанови. Среща се в операционни системи, подобни на UNIX – Mac OS X, Linux, FreeBSD и др. Представлява текстово съобщение, показано в конзола.

## Технически данни
В изходния код на ядрото на Linux има един файл, наречен panic.c. В него се съдържа програмния код, който сигнализира за грешката.
В някои версии кода е следния:
```
/*

 * Тази функция се използва в ядрото,

 * за да покаже съобщение за грешка.

 */

#include
 
<linux/kernel.h>

volatile
 
void
 
panic
(
const
 
char
 
*
 
s
)

{

	
printk
(
"Kernel panic: %s
\n\r
"
,
s
);

	
for
(;;);

}

```

Кода съдържа коментар, след него се намира хедъра на ядрото на линукс, а след хедъра се дефинира функцията. Функцията съдържа начин да се сигнализира грешката към конзола, и безкраен цикъл for, който „зацикля“ системата.